# Aaron Aedy
Aaron Aedy (pravo ime: Anthony Edward Aaron Aedy) (Bridlington, Ujedinjeno Kraljevstvo, 19. prosinca 1969.) britanski je gitarist i glazbenik. Najpoznatiji je kao ritam gitarist britanskog doom metal/gothic metal sastava Paradise Lost koji je osnovan 1988.

## Diskografija
S Paradise Lostom
- Lost Paradise (1990.)
- Gothic (1991.)
- Shades of God (1992.)
- Icon (1993.)
- Draconian Times (1995.)
- One Second (1997.)
- Host (1999.)
- Believe in Nothing (2001.)
- Symbol of Life (2002.)
- Paradise Lost (2005.)
- In Requiem (2007.)
- Faith Divides Us - Death Unites Us (2009.)
- Tragic Idol (2012.)
- The Plague Within (2015.)
- Medusa (2017.)
- Obsidian (2020.)